# Haus des Meeres
La Haus des Meeres (en alemany significa: casa del mar) és un aquari públic a Viena, Àustria. És al parc d'Esterhazy, al centre del districte Mariahilf, una illa al sud de la Mariahilfer Straße. La Haus des Meeres alberga a més de deu mil éssers aquàtics en una àrea d'uns 4.000 metres quadrats (43.000 peus quadrats) dins d'una torre antiaèria alta de formigó construït durant la Segona Guerra Mundial. L'any 2012 la Haus des Meeres tingué 436.500 visitants.